# حقوق الإنسان في كوريا الشمالية

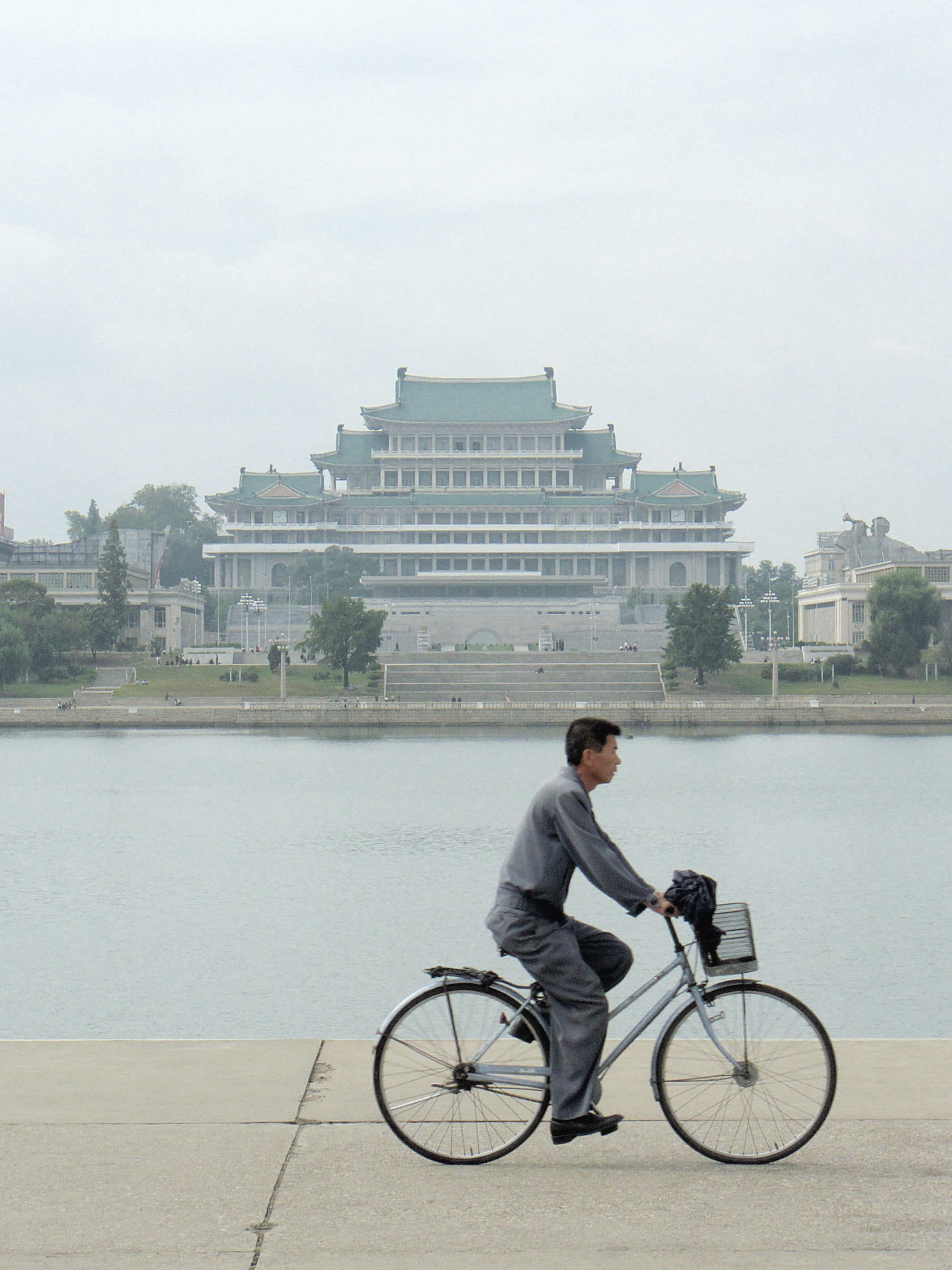

حقوق الإنسان في كوريا الشمالية محدودة جدًا. فعلى الرغم من أن دستور البلاد يضمن العديد من الحقوق، إلا أنَّ حرية التعبير مسلوبة على أرض الواقع، وما يعد مصرّحًا به قانونيًا في الإذاعة والتلفاز والموسيقى والأخبار المقدمة هو فقط ما تديره الحكومة. ويقدر عدد السجناء في معسكرات الاعتقال المخصصة لمرتكبي الجرائم السياسية ما يقارب 80 ألف إلى 120 ألف سجين، والذين يخضعون للعمل القسري والإيذاء الجسدي وعقوبات الإعدام.
وتسيطر حكومة كوريا الشمالية سيطرة صارمة على تحركات الزوار الأجانب للبلاد؛ فمسؤولو المساعدات يخضعون لتدقيق كبير ويُمنعون من دخول المناطق التي لا ترغب الحكومة بدخولهم إليها. وبحكم أن المواطنين محظورون من مغادرة البلاد، فقد دُوِّنت معظم سجلات حقوق الإنسان على قصص اللاجئين والمنشقِّين عن النظام. وعبَّرت وكالة الأنباء المركزية في كوريا الشمالية عن موقف البلاد تجاه النقد الدولي لسجلاتها الخاصة بحقوق الإنسان، حيث ترى أن هذه الانتقادات ذريعة للإطاحة بنظامها الاشتراكي الجوتشي، ومع ذلك فالناقدون لها يسلمون من العقاب. وتعد سجلات حقوق الإنسان في كوريا الشمالية الأسوأ في العالم وقد أُدينت عالميا، بالإضافة لوجود العديد من المنظمات الناقدة لسجلاتها كالأمم المتحدة ومنظمة العفو الدولية وهيومن رايتس ووتش والاتحاد الأوروبي.والواقع أن جميع المنظمات الدولية لحقوق الإنسان ترى أنه لايوجد في الوقت الحاضر نظير لكوريا الشمالية فيما يتعلق بانتهاك الحريات.
وتتبنى الجمعية العامة للأمم المتحدة القرار بإدانة سجلات حقوق الإنسان في كوريا الشمالية سنويًا منذ عام 2003. وينص أحدث قراراتها الصادر في التاسع عشر من ديسمبر عام 2011 والذي أُصدر بغلبة 123 صوتا مقابل 16 مع امتناع 51 عن التصويت، على حث الحكومة في بيونغ يانغ على ضرورة إيقاف انتهاكاتها «المنهجية واسعة النطاق والخطيرة لحقوق الإنسان» والتي تضمنت الإعدام العلني والاحتجاز التعسفي. وقد رفضت كوريا الشمالية هذا القرار قائلةً بأن وراءه دوافع سياسية مستندة إلى تلفيقات كاذبة.
وفي فبراير عام 2014، قامت لجنة خاصة تابعة للأمم المتحدة بنشر تقرير مفصل يتألف من 400 صفحة، والذي يستند إلى إدلاءات مستقاة من مصادر مباشرة توثق «الجرائم البشعة» التي ارتُكبت في البلاد. 

## الحريات المدنية

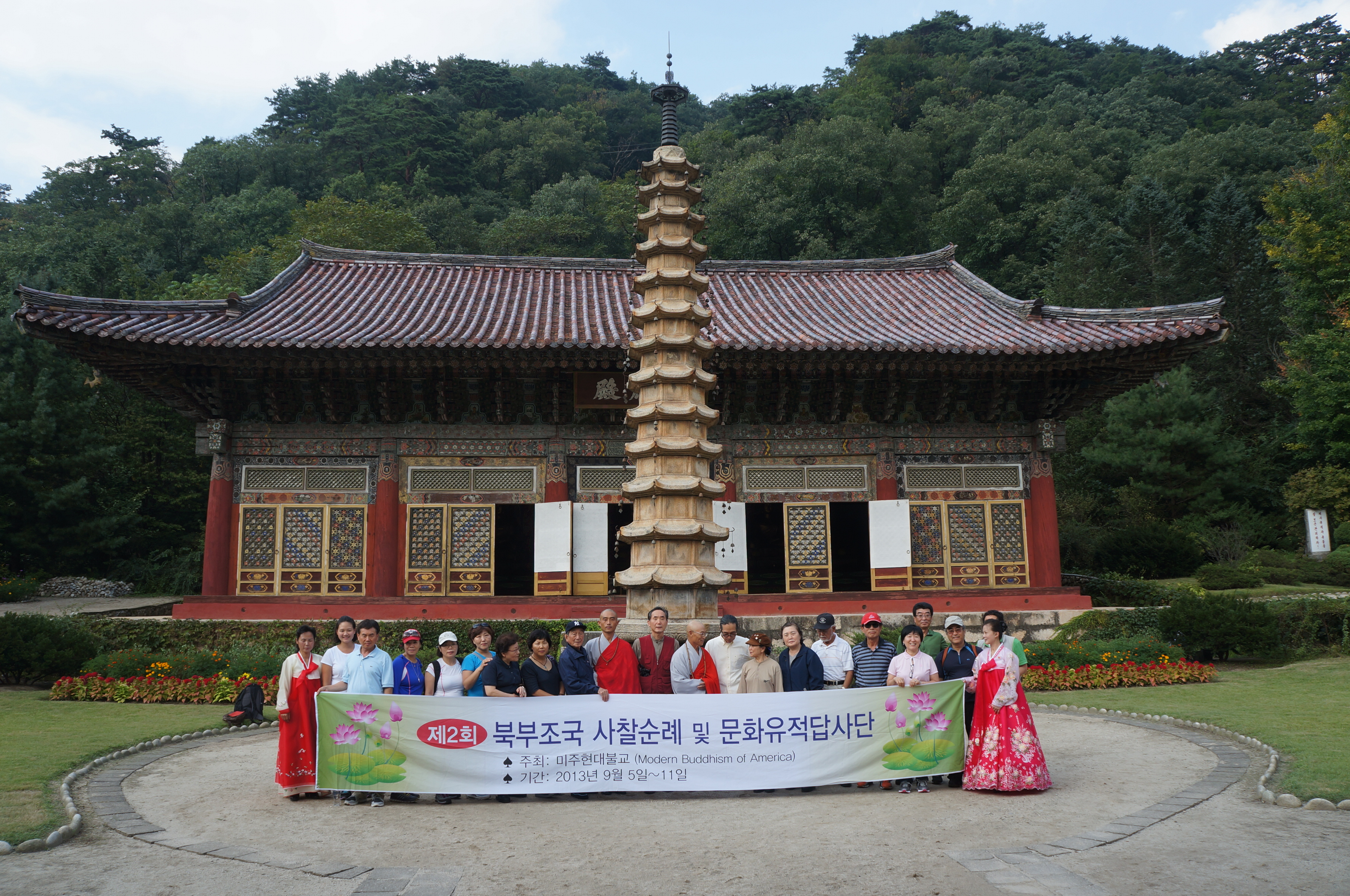
معبد بوهيون في ميوهيانغ(الجبل، كوريا الديمقراطية)

يرفض مؤسس كوريا الشمالية كيم إل سونغ مبدأ وجود حقوق مدنية لكل من يعارض النظام. وهناك منظومة واسعة من المُخبرين في أنحاء كوريا الشمالية وظيفتهم رصد الكوريين فيما يتعلق بالمخالفات السياسة وغيرها من الانتهاكات المحتملة وذلك دون الرجوع للحقوق المدنية الرسمية. وقد أقرَّت المفوضية السامية لحقوق الإنسان في الأمم المتحدة إقرارًا رسميا بالانتهاكات واسعة النطاق ومتكررة الحدوث لحقوق الإنسان في كوريا الشمالية. 

### حرية التعبير
يحتوي الدستور الكوري على أحكامٍ تضمن حرية الكلام والتَّجمُّع. ولكن من الناحية العملية، فهناك أحكام أخرى لها الأسبقية، كاشتراط اتِّباع المواطنين لنهج الحياة الاشتراكي. كما أن توجيه الانتقادات إلى الحكومة أو أحد قادتها مقيدٌ تقييدا صارمًا، ويمكن أن تكون تصريحات كهذه سببًا للاعتقال والنفي لأحد معسكرات إعادة التأهيل في كوريا الشمالية. وتقوم الحكومة بتوزيع أجهزة التلفاز والراديو ولا يُسمح للمواطنين التلاعب بها لمحاولة استقبال بث من دول أخرى، حيث يترتب على فعل ذلك عقوبات صارمة.
وهناك العديد من المنظمات المدنية في البلاد، ولكن كما يبدو فإنَّ الحكومة تديرها كلها. فجميعها وبصورة روتينية يشيد بالحكومة ويرسخ عبادة الشخصية للراحل كيم جونغ-إل ووالده كيم إل-سونغ. ويشير المنشقون إلى أن الترويج لعبادة الشخصية هو أحد الأهداف الرئيسية لمعظم الأفلام والمسرحيات والكتب التي تصدرها البلاد.

### حرية الدين
كوريا الشمالية دولة ملحدة رسميًّا. ورغم أن الدستور الكوري يمنح «حرية الاعتقاد الديني»، إلا أن سياسة الحكومة تواصل التدخل في قدرة الأفراد على اختيار أو إظهار معتقداتهم الدينية. وتستمر الحكومة بقمع جميع الممارسات الدينية للجماعات الدينية غير المصرح بها. وقد أشارت تقارير من لاجئين ومنشقين ودعاة تبشير ومنظمات غير حكومية بأن جميع الأشخاص المتدينين الذين انخرطوا في دعوات تبشير في البلاد أو لهم علاقات خارجية مع مجموعات إنجيلية عاملة على الحدود مع جمهورية الصين الشعبية خصوصًا الذين أُعيدوا من الصين بعد ماتبين أنهم على اتصال بأجانب أو بدعاة تبشير قد اعتقلوا جميعا وتعرضوا لعقوبات قاسية. ونظرًا لصعوبة الوصول إلى البلاد وعدم التمكن من الحصول على المعلومات في الوقت المناسب، فإنه لا يزال من الصعب التحقق من استمرار هذا النشاط. 

### حرية التنقل
في معظم الأحيان لا يمكن لمواطني كوريا الشمالية التنقل بحرية في أرجاء البلاد عداك عن السفر خارجها! فعمليات الهجرة إلى داخل أو خارج البلاد مُقيدة ومُسيطر عليها. وللنخبة السياسية فقط الحق في امتلاك أو استئجار المركبات. كما أن الحكومة تقيد الوصول إلى البنزين أو إلى أي شكل من أشكال المواصلات نظرًا لوجود عجز في مخزون الدولة من البنزين والديزل والنفط الخام والفحم والوقود الأحفوري. وقد أظهرت صور الأقمار الصناعية غيابًا شبه تام لوجود أي مركبات في شوارع البلاد وحتى في المدن. ويقال بأن إعادة التوطين القسرية لمواطنين وأُسَر كاملة قد أصبح أمرًا روتينيًا، ولا سيما كعقاب لأسباب سياسية. 
وكثيرًا ما تُجبِر سلطات كوريا الشمالية لاجئيها الفارين إلى الصين على العودة، وهم عادةً يتعرضون للضرب ويُرسَلون إلى معسكرات الاعتقال، حيث أن كوريا الشمالية تعامل المهاجرين من البلاد كمنشقين. وتَسوء المعاملة أكثر في حال كان لاجئو كوريا الشمالية على اتصال مع منظمات غير حكومية تابعة لكوريا الجنوبية أو تابعة لديانات كالديانة المسيحية على وجه الخصوص. وفي حال اكتشفت حكومة كوريا الشمالية حصول اتصال بين اللاجئين وهذه المنظمات غير الحكومية، فإن اللاجئين يعاقبون بالتعذيب والإعدام فور إعادتهم إلى كوريا الشمالية. 

### حرية الصحافة
اعتبارًا من عام 2017، فإن كوريا الشمالية تحتل المركز الأخير في مؤشر حرية الصحافة الذي نشره «مراسلون بلا حدود». ورغم أن دستور كوريا الشمالية يمنح الحق في حرية الصحافة، إلا أن الواقع مغاير، حيث تسيطر الحكومة سيطرة كاملة على جميع وسائل الإعلام. ويركز الإعلام الوطني بشكلٍ كاملٍ تقريبًا على الدعاية السياسية والترويج لعبادة الشخصية لـ كيم إل-سونغ وكيم جونغ-إل. كما تؤكد أيضًا على المظالم التاريخية تجاه الولايات المتحدة الأمريكية واليابان. 
وتزعم منظمة «مراسلون بلا حدود» أن أجهزة الإذاعة أو التلفزيون التي يمكن شراؤها في كوريا الشمالية قد ضُبطت إعداداتها مسبقًا لاستقبال الترددات الحكومية فقط ومختومة بعلامة لمنع العبث بالمعدات. ويعد التلاعب بالأجهزة وتلقي البث الإذاعي أو التلفزيوني من خارج كوريا الشمالية من الجرائم الجنائية الخطيرة.

### الحق في الغذاء
أشار تقرير صادر عن منظمة العفو الدولية في يناير 2004 إلى أن «كوريا الشمالية ما زالت تعتمد على المعونة الغذائية لإطعام شعبها، ولكن السياسة الحكومية ما تزال تمنع التوزيع السريع والمنصف لهذه المساعدات، في حين يظل السكان مسلوبي حرية التنقل التي قد تمكنهم من البحث عن طعام». وخلص التقرير إلى أن حكومة كوريا الشمالية قد «فشلت في أداء واجبها في دعم وحماية» الحق في الغذاء، وأن أعمال النظام قد أدت إلى «تفاقم آثار المجاعة والأزمة الغذائية».
وبعد ذلك بوقت قصير، نشرت لجنة حقوق الإنسان في كوريا الشمالية مستندًا بعنوان: الجوع وحقوق الإنسان: سياسات المجاعة في كوريا الشمالية (كتَبَه: ستيفان هاغارد وماركوس نولاند، 2005)، حيث نوقش فيه احتمالية أن نقص الأغذية في كوريا الشمالية في التسعينات كان ظاهرة من صنع الإنسان (النظام)، وقد كان باستطاعة حكومة كوريا الشمالية تجنب المجاعة ونقص الأغذية عبر إجراء تعديلات معقولة على السياسات - مثل الحفاظ على الواردات الغذائية بشروط تجارية أو السعي بقوة للحصول على مساعدة متعددة الأطراف. ولكن عوضًا من ذلك، قام النظام بعرقلة المساعدات الإنسانية وحول الموارد إلى الجيش. 

## العدالة الجنائية
تُطبَّق عقوبة الإعدام على العديد من الجرائم السياسية أو العامة وغالبًا دون محاكمة قضائية. وأي محاولات للفرار خارج البلاد أو من معسكرات الاعتقال الموجودة داخل البلاد قد يؤدي إلى الإعدام على الفور. ويتمتع موظفو نظام العدالة الجنائية بسلطة تقديرية واسعة، ويُزعَم بأنهم مخولون للعمل دون مراعاةِ الحقوق القانونية الرسمية للكوريين.
وقد اختفى عددٌ من أعضاء النظام نفسه أو أُعدِموا بعد أن سقطوا من جانب الحكومة. وأبرز مثال لذلك هو جانغ سنغ-تيك، عم زعيم كوريا الشمالية كيم جونغ-أن، حيث تعرض جانغ للطرد العلني من حزب العمال الحاكم في كوريا في الثامن من ديسمبر عام 2013. وكان من ضمن الاتهامات التي وجهت له: «إقامة علاقات غير شرعية مع النساء، وعرقلة الشؤون الاقتصادية للبلاد، وارتكاب أفعال فصيلية مناهضة للحزب» وفي الثالث عشر من ديسمبر عام 2013، أَعلنت وسائل الإعلام الحكومية أن جانغ قد أُعدِم.

### السجون
ووفقًا للعديد من المنظمات، فإن أوضاع السجون في كوريا الشمالية قاسية ومهددة للأرواح، حيث أن السجناء يتعرضون للتعذيب والمعاملة غير الإنسانية من قبل سلطات كوريا الشمالية.وكثيرًا مايحصل حالات إعدام علنية أو سرية للسجناء، وحتى الأطفال منهم، خصوصا في حالات محاولاتهم الهرب، بالإضافة إلى قتل الرضع (بالإجهاض القسري أو قتلهم عند الولادة). كما أن معدلات الوفيات مرتفعة جدًا، وذلك لأن العديد من السجناء يموتون من الجوع أو الأمراض أو حوادث العمل أو التعذيب.
وتنكر حكومة كوريا الشمالية كل ادعاءات انتهاكات حقوق الإنسان إنكارًا قاطعًا بحجة أن قانون المرافعات الجنائية يحظر ذلك. ولكنَّ سجناء سابقين شهدوا بأن القوانين مختلفة تمامًا داخل معسكرات الاعتقال. وقد فشلت حكومة كوريا الشمالية في تقديم أي معلومات عن السجناء ومعسكرات الاعتقال كما لم تسمح لأي من منظمات حقوق الإنسان بالوصول إليها.

### معسكرات اعتقال السجناء السياسيين
يدير قسم أمن الدولة معسكرات اعتقال الأفراد المتهمين بارتكاب جرائم سياسية أو الذين يدانون بكونهم غير جديرين بالثقة من الناحية السياسية. يخضع السجناء السياسيون تاريخيًا لمبدأ المسؤولية الأسرية، مما يعني أن أفراد الأسرة المباشرين لأحد المجرمين السياسيين المدانين يعتبرون أيضًا مجرمين سياسيين ويحتجزون. إلا أنه منذ عام 1994، كان هناك شبه تخلّ عن مبدأ المسؤولية الأسرية ذاك.
تقع معسكرات الاعتقال في وسط وشمال شرق كوريا الشمالية. تشمل المعسكرات عديدًا من مستعمرات الأشغال في أودية جبلية منعزلة تمامًا عن العالم الخارجي. يقدر مجموع عدد السجناء بما يتراوح بين 80 ألفًا و120 ألفًا. يقسم معسكرا يودوك وبوكتشانغ إلى قسمين: أحدهما للسجناء السياسيين الذين هم رهن الاحتجاز مدى الحياة، والآخر يشبه معسكرات إعادة التأهيل حيث يقضي السجناء أحكامًا طويلة الأمد على أمل واهٍ بأن يطلق سراحهم في نهاية المطاف.
ويجبر السجناء على أداء أعمال عبودية صعبة وخطرة بوسائل بدائية في التعدين والزراعة. حصص الطعام صغيرة جدًا، لذلك يكون السجناء على شفير المجاعة باستمرار. كل ذلك إلى جانب العمل الشاق، يؤدي إلى موت أعداد هائلة من السجناء. يقدر أن 40% من السجناء يموتون بسبب سوء التغذية. علاوة على ذلك، يعاني عديد من السجناء من إعاقة بسبب حوادث العمل أو الصقيع أو التعذيب. يمتلك المعتقل نظام عقوبات صارم. يتعرض السجناء الذين يعملون ببطء شديد أو لا يطيعون الأوامر للضرب أو التعذيب. يعدم السجناء علنًا في حالات سرقة الطعام أو محاولة الهرب.
في البداية، كان هناك نحو 12 معسكر اعتقال للسجناء السياسيين، أغلق بعضها أو اندمج بآخر (مثلًا، أغلق معسكر سجن أونسونغ، سجن كوان-لي-سو رقم 12 عقب أعمال شغب لم تكلل بالنجاح في عام 1987، حيث قتل نحو 5000 سجين). توجد اليوم ستة معسكرات اعتقال سياسية في كوريا الشمالية. معظم المعتقلات موثقة بناءً على شهادات السجناء السابقين، وتتوفر إحداثيات وصور من الأقمار الصناعية لجميعها.
ألف الصحفي الكوري الجنوبي كانغ تشول-هوان، وهو سجين سابق في معسكر اعتقال يودوك السياسي، كتابًا بعنوان «حوض أسماك بيونغيانغ)، يحكي فيه عن فترة وجوده في المعسكر. يقدر التحالف الدولي لوقف الجرائم ضد الإنسانية في كوريا الشمالية أن أكثر من 10 آلاف شخص يموتون في معسكرات اعتقال كوريا الشمالية كل عام.

### معسكرات إعادة التأهيل
تدير وزارة الداخلية معسكرات إعادة تأهيل المجرمين. هناك فارق واضح بين الجرائم العادية والجرائم السياسية، إذ إن الأفراد الذين يتلقون نظرة سيئة من قبل الأشخاص النافذين في الدولة كثيرًا ما يدانون على أساس اتهامات باطلة ليتم إرسالهم إلى المعتقلات، ويهددون بالتعذيب الوحشي، ويرغمون على الإدلاء باعترافات كاذبة (مثلًا، اضطر لي سون-وك أن يجثو على ركبتيه بينما كانت تسكب فوقه مياه بدرجة حرارة جليدية مع سجناء آخرين، لم ينج منهم ستة)، ثم يدانون في محاكمة صورية (محاكمة استعراضية) قصيرة ويحكم عليهم بالسجن لمدة طويلة. تختلف الجرائم السياسية اختلافًا كبيرًا في كوريا الشمالية، بدءًا من عبور الحدود إلى أي إخلال بالنظام السياسي، وهو ما يعاقب عليه بشدة. بسبب الأوضاع المزرية في السجون من حيث الجوع والتعذيب، فإن نسبة كبيرة من السجناء لا ينجون قبل انتهاء فترة عقوبتهم.
معسكرات إعادة التأهيل عبارة عن مجمعات سجون كبيرة محاطة بأسوار عالية. تشبه المحنات التي يمر بها السجناء هناك نظراؤهم في معسكرات الاعتقال السياسي. إذ يجبرون على القيام بأعمال السخرة في مصانع السجن. في حال لم يعملوا حسب القدر الموكل لهم، فإنهم يعذبون ويقيدون (على الأقل كما هو الحال في مخيم كايشون) لعدة أيام في زنزانات خاصة صغيرة جدًا لا تسمح للسجين بالوقوف أو الاستلقاء.
تتميز معسكرات إعادة التأهيل عن معسكرات اعتقال السجناء السياسيين بأن السجناء في الأولى يتلقون تعليمًا أيديولوجيًا بعد العمل، ويجبرون على حفظ خطب كيم إل سونغ وكيم جونغ إيل ليمروا بعادات من نقد النفس. كثير من نزلاء السجون مذنبون بجرائم عادية يعاقب عليها أيضًا في دول أخرى، ولكنهم غالبًا ما يرتكبون جرائمهم تلك بدافع الضرورة الاقتصادية، مثل عبور الحدود بصورة غير قانونية، أو سرقة الطعام، أو الإتجار غير المشروع.
هناك ما بين 15 و20 مخيمًا لإعادة التأهيل في كوريا الشمالية.

### عمليات الخطف الدولية
في العقود التي تلت الحرب الكورية، وردت تقارير تفيد باختطاف كوريا الشمالية عديدًا من الرعايا الأجانب، خاصة الكوريين الجنوبيين واليابانيين. تفيد العديد من الشهادات بأن تسعة مواطنين أوروبيين وعدة مواطنين أمريكيين اختطفوا واقتيدوا إلى كوريا الشمالية. لأعوام طويلة، تم تجاهل تلك الأخبار بوصفها نظريات مؤامرة حتى من قبل معارضي النظام الكوري الحاكم؛ إلا أنه في سبتمبر 2002، اعترف كيم جونغ إيل بشكل جزئي لرئيس الوزراء الياباني جونيشيرو كويزومي بتورط «مؤسسات خاصة» كورية شمالية في اختطاف مواطنين يابانيين خلال فترة دامت ست سنوات بين عامي 1977 و1983. اعترف كيم رسميًا باختطاف 13 مواطنًا يابانيًا من 17 مواطنًا اتهمت الحكومة اليابانية كوريا الشمالية باختطافهم. ذكر أن المسؤولين عن ذلك قد عوقبوا.
سمح لخمسة من المختطفين بزيارة اليابان وقرروا عدم العودة إلى كوريا الشمالية. بالنسبة لثمانية آخرين من المختطفين اليابانيين، ادعى المسؤولون أنهم توفوا بسبب حوادث أو أمراض؛ تقول اليابان أنه بالتالي يبقى هناك اثنين من المختطفين في عداد المفقودين، وأن ما زعمت كوريا الشمالية أنه رماد ميجومي يوكوتا (إحدى المختطفين اليابانيين في كوريا الشمالية) لا يعود لها.

## رد الفعل الدولي
وجهت العديد من الدول والمنظمات متعددة الأطراف النقد إلى كوريا الشمالية على المزاعم التي اتُّهِمَت بارتكابها من انتهاكات لحقوق الإنسان. ومنذ عام 2005 والجمعية العامة للأمم المتحدة تتبنى قرارًا سنويًا بإدانة أوضاع حقوق الإنسان في كوريا الشمالية.

## عدد الضحايا
وفقًا لـ آر جي رامل، فإن العمل القسري والإعدامات ومعسكرات الاعتقال كانت السبب وراء أكثر من مليون حالة وفاة في كوريا الشمالية في الفترة ما بين 1948 إلى 1987، ووفق تقديرات أخرى، هناك 400,000 حالة وفاة في معسكرات الاعتقال وحدها. أما بيير ريغولوت فيقدر أن هناك حوالي 100,000 حالة إعدام ومليون حالة وفاة بسبب معسكرات الاعتقال والعمل القسري و500,000 حالة وفاة من المجاعة، حيث مجموع ذلك 2.1 مليون ضحية (دون احتساب 1.3 مليون جنديًا ومدنيًا قُتِـلوا من الطرفين خلال الحرب الكورية). 
وتشير التقديرات المستندة إلى التعداد الكوري الشمالي أن هناك 240,000 إلى 420,000 شخصًا قد لقوا حتفهم نتيجة لمجاعة التسعينيات، وأن هناك ما بين 600 ألف إلى 850 ألف حالة وفاة غير طبيعية في كوريا الشمالية في الفترة ما بين 1993 إلى 2008، وهناك تقديرات أخرى تشير إلى أن العدد قد بلغ المليون شخص. وقد وُصِفَت المجاعة بأنها نتيجة للسياسات الاقتصادية لحكومة كوريا الشمالية أو أنها «تجويع إرهابي» مُتعمَّد. 